# تعامد (هندسه)

خط AB بر خط CD عمود است، زیرا دو زاویه‌ای که ایجاد می‌کند (که با رنگ نارنجی و آبی نشان داده شده‌اند) هر دو ۹۰ درجه هستند.

در هندسهٔ مقدماتی، واژهٔ عمود رابطهٔ دو خط را توصیف می‌کند که با زاویهٔ قائمه با یکدیگر تقاطع می‌کنند. یعنی زمانی گفته می‌شود یک خط بر یک خط دیگر عمود است که آن دو خط با یکدیگر زاویهٔ قائمه بسازند.
تعامد، یک رابطهٔ متقارن است، یعنی زمانی که خط ۱ بر خط ۲ عمود باشد، خط ۲ هم بر خط ۱ عمود است. بنابراین، معمولاً تنها گفته می‌شود که دو خط برهم عمودند و ترتیبی ذکر نمی‌شود.